# Deinbollia dasybotrys
Deinbollia dasybotrys är en kinesträdsväxtart som beskrevs av Ernest Friedrich Gilg och Ludwig Radlkofer. Deinbollia dasybotrys ingår i släktet Deinbollia och familjen kinesträdsväxter. Inga underarter finns listade i Catalogue of Life.